# Alfredo de los Santos
Alfredo de los Santos (12 febbraio 1956) è un ex calciatore uruguaiano, di ruolo centrocampista.

## Carriera

### Club
Ha giocato nella massima serie dei campionati uruguaiano, argentino ed ecuadoriano.

### Nazionale
Dal 1975 al 1978 ha giocato 20 partite con Nazionale uruguaiana, prendendo parte alla Copa América 1975 e alla Copa América 1983.

## Palmarès

### Club

#### Competizioni nazionali
- Campionato uruguaiano: 1

Nacional: 1977
- Campionato argentino: 4

River Plate: Metropolitano 1979, Nacional 1979, Metropolitano 1980, Nacional 1981
- Campionato ecuadoriano: 1

Barcelona SC: 1985